# Оппель, Альберт
Альберт Оппель — немецкий палеонтолог, профессор Мюнхенского университета.

## Биография
Оппель, сын агронома и советника правительства Вильгельма Альберта Оппеля (1799—1882), учился с 1851 года в Университете Тюбингена у Фридриха Августа фон Квенштедта и получил в 1853 году степень доктора. В 1854 и 1855 годах он отправился в поездки по Франции, Англии, Швейцарии и Германии. Результаты своих исследований он опубликовал в 1856-1858 годах в работе «Юрское образование Англии, Франции и юго-западной Германии» («Die Juraformation Englands, Frankreichs und des südwestlichen Deutschlands»).
В 1858 году он стал профессором палеонтологии в Мюнхенском университете, в 1861 году он был назначен профессором, а после Иоганна Андреаса Вагнера, куратором Палеонтологического музея в Мюнхене. В 1862 году он был назначен ассоциированным членом Математико-физического класса Баварской академии наук. С 1862 года он также был редактором и соавтором в основанном им журнале «Палеонтологические записи» («Paläontologischen Mitteilungen»).
Он разделил юрскую систему на 36 биостратиграфических «зон» и уточнил ярусы. Выделенные им Плинсбахский и Титонский ярусы признаны сегодня на международном уровне.
На луне в честь учёного названа гряда Оппель. В 2004 году Гюнтер Швайгерт и Алессандро Гарассино назвали в честь Оппеля ископаемый род креветок Albertoppelia из титонского яруса, обнаруженный ими в Зольнхофенском известняке.
Его сын, Альберт Отто Оппель (1863—1916), был врачом и гистологом.

## Труды
- Der mittlere Lias Schwabens. Ebner & Seubert, Stuttgart 1853. Google
- mit E. Suess: Ueber die mutmasslichen Aequivalente der Kössener Schichten in Schwaben. In: Sitzungsberichte der kaiserlichen Akademie der Wissenschaften 21, 1, Wien 1856, S. 535–549, 2 Tafeln
- Die Juraformation Englands, Frankreichs und des südwestlichen Deutschlands. Nach ihren einzelnen Gliedern eingetheilt und verglichen. Ebner & Seubert, Separat-Abdruck der Württembergischen naturwissenschaftlichen Jahreshefte. 12.-14. Jg., Stuttgart 1856–1858. Google
- Weitere Nachweise der Kössener Schichten in Schwaben und in Luxemburg. In: Sitzungsberichte der kaiserlichen Akademie der Wissenschaften 26, Jahrgang 1857, 1, Wien 1858, S. 7–13
- Die neueren Untersuchungen über die Zone der Avicula contorta mit besonderer Berücksichtigung der Beobachtungen A. Martin´s über das Auftreten dieser Zone im Dep. Cote d´Or. In: Jahreshefte des Vereins für vaterländische Naturkunde in Württemberg, 15, Stuttgart 1859, S. 315–325
- Palaeontologische Mittheilungen aus dem Museum des königl. bayer. Staates. Ebner & Seubert, Stuttgart 1862, Text Google und Atlas Google
  - I. Ueber jurassische Crustaceen
  - II. Ueber Fährten im lithographischen Schiefer
  - III. Ueber jurassische Cephalopoden